# Пітер Майкл Бем

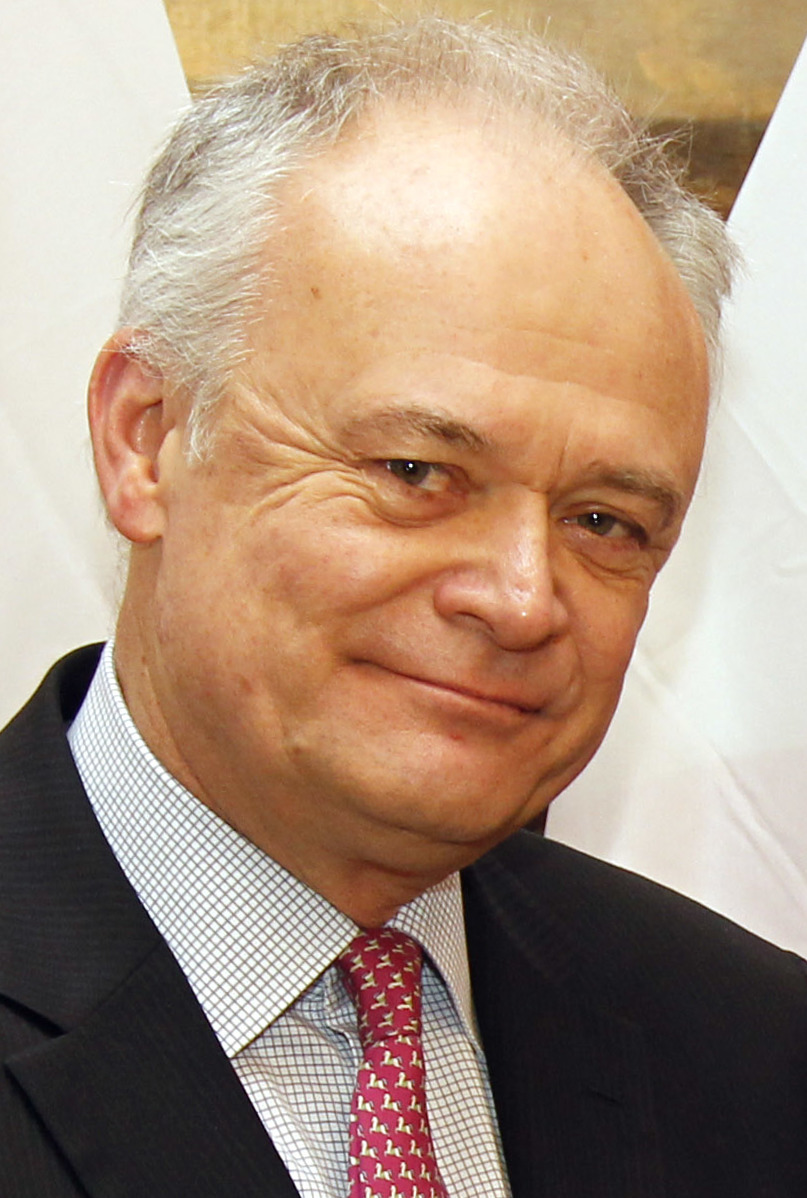
Пітер Майкл Бем (2015)

Пітер Майкл Бем (народився в 1954 році в Кітченері, Онтаріо) — канадський дипломат і політик. З 2008 по 2012 рік був послом у Німеччині, після чого був призначений державним секретарем у міністерстві закордонних справ Канади. Потім він обіймав посаду державного секретаря з питань міжнародного розвитку та державного секретаря та шерпи на саміті G7 у 2018 році в Ла Мальбе. З 2018 року — незалежний сенатор Канади від провінції Онтаріо.

## Біографія
Його батьки, Майкл (Міхаель) і Анна Бем, уроджена Маркус, походять з Трансільванії, де вони належали до німецькомовної меншини до еміграції до Канади.
Бем вивчав англійську мову та історію (BA) в Університеті Вілфріда Лор'є у Ватерлоо, закінчив аспірантуру в Університеті Карлтона в Оттаві зі ступенем магістра міжнародних відносин і отримав ступінь доктора філософії з історії в Единбурзькому університеті в Шотландії. Бем одружений на Джулії Вейанд, у них четверо дітей. Володіє кількома мовами, на яких часто дає інтерв'ю закордонному телебаченню: німецькою, французькою та іспанською.
Як дипломат, Бем очолював відділ Америки, Північної Америки та консульських справ у Департаменті закордонних справ і міжнародної торгівлі, де він також був першим головним політичним та економічним радником. З 1997 по 2001 рік він був послом і постійним представником Організації американських держав (ОАД) у Вашингтоні. З 2001 по 2004 рік він був посланником з питань політики, культури та зв'язків з громадськістю у канадському посольстві у Вашингтоні.
Обіймав різні посади в міністерстві закордонних справ, а також працював у посольствах Канади в Гавані та Сан-Хосе. У 1993 році Бем був нагороджений нагородою канадського офіцера дипломатичної служби за відданість миру в Центральній Америці. Він також був координатором самітів Америки в Сантьяго та Квебеку, спеціальним посланником місії ОАД з демократизації в Перу та особистим представником (шерпою) прем'єр-міністра Канади на саміті в Мар-дель-Плата в 2005 році. З 2005 по 2008 рік він відповідав за організацію самітів глав держав і урядів Північної Америки. Він був нагороджений Нагородою за видатні досягнення, найвищою відзнакою на державній службі Канади.
З липня 2008 року по грудень 2012 року Бем був послом Канади в Берліні. У грудні 2012 року його призначили в Оттаву постійним секретарем Департаменту закордонних справ і міжнародної торгівлі. У 2016 році він став держсекретарем з питань міжнародного розвитку, а в 2017 році — держсекретарем саміту G7 у Ла-Мальбе 2018 року та заступником прем'єр-міністра (шерпа) на майбутній зустрічі. У вересні 2018 року він подав у відставку з цієї посади та звільнився з державної служби Канади. 3 жовтня 2018 року він був призначений незалежним сенатором від провінції Онтаріо за пропозицією прем'єр-міністра Джастіна Трюдо . У Сенаті Канади він приєднався до Групи незалежних сенаторів.
У 2023 році федеральний президент Франк-Вальтер Штайнмаєр нагородив його Великим хрестом заслуг із зіркою ордена «За заслуги перед Федеративною Республікою Німеччина».